# Генри, Ксавье
Ксавье Генри (англ. Xavier Henry; род. 15 марта 1991 года в Генте, Восточная Фландрия, Бельгия) — американский профессиональный баскетболист, игравший на позиции лёгкого форварда и атакующего защитника. Был выбран на драфте НБА 2010 года в первом раунде под общим 12-м номером клубом «Мемфис Гриззлис».

## Студенческая карьера
Ксавье Генри выступал за команду университета Канзаса один год.
В сезоне 2009/10 он сыграл 36 матчей, в среднем за игру Генри проводил на площадке 27,5 минуты, набирал 13,4 очков, делал 4,4 подбора, а также 1,5 перехвата и 0,5 блок-шота, допускал 1,9 потери, отдавал 1,5 передачи.

## Карьера в НБА
Ксавье Генри был выбран под двенадцатым номером на драфте НБА 2010 года «Мемфис Гриззлис». 25 сентября 2010 года клуб подписал с ним контракт.
4 января 2012 года Генри в результате трёхсторонней сделки с участием «Мемфиса», «Филадельфии» и «Нью-Орлеана» оказался в составе «Хорнетс».
29 декабря был отчислен из команды «Лос-Анджелес Лейкерс», чтобы взять игрока «Хьюстон Рокетс» Тарика Блэк.
19 октября 2015 года Генри подписал контракт с клубом «Голден Стэйт Уорриорз», однако уже через четыре дня его отчислили из состава. 2 ноября он вошёл в состав фарм-клуб «Голден Стэйт» из Лиги развития НБА «Санта-Круз Уорриорз». 19 февраля 2016 года он дебютировал за свою новую команду в матче против «Рио-Гранде Вэллей Вайперс», в которой он набрал 14 очков, сделал четыре подбора, одну передачу и два блок-шота за 16 минут игрового времени.

## Статистика

### Статистика в НБА
| Сезон                                                                                    | Команда    | Регулярный сезон | Регулярный сезон | Регулярный сезон | Регулярный сезон | Регулярный сезон | Регулярный сезон | Регулярный сезон | Регулярный сезон | Регулярный сезон | Регулярный сезон | Регулярный сезон | Серия плей-офф | Серия плей-офф | Серия плей-офф | Серия плей-офф | Серия плей-офф | Серия плей-офф | Серия плей-офф | Серия плей-офф | Серия плей-офф | Серия плей-офф | Серия плей-офф |
| Сезон                                                                                    | Команда    | GP               | GS               | MPG              | FG%              | 3P%              | FT%              | RPG              | APG              | SPG              | BPG              | PPG              | GP             | GS             | MPG            | FG%            | 3P%            | FT%            | RPG            | APG            | SPG            | BPG            | PPG            |
| ---------------------------------------------------------------------------------------- | ---------- | ---------------- | ---------------- | ---------------- | ---------------- | ---------------- | ---------------- | ---------------- | ---------------- | ---------------- | ---------------- | ---------------- | -------------- | -------------- | -------------- | -------------- | -------------- | -------------- | -------------- | -------------- | -------------- | -------------- | -------------- |
| 2010/11                                                                                  | Мемфис     | 38               | 16               | 13,9             | 40,6             | 11,8             | 63,5             | 1,0              | 0,5              | 0,3              | 0,1              | 4,3              | Не участвовал  | Не участвовал  | Не участвовал  | Не участвовал  | Не участвовал  | Не участвовал  | Не участвовал  | Не участвовал  | Не участвовал  | Не участвовал  | Не участвовал  |
| 2011/12                                                                                  | Нью-Орлеан | 45               | 0                | 16,9             | 39,5             | 41,2             | 61,2             | 2,4              | 0,8              | 0,6              | 0,2              | 5,3              | Не участвовал  | Не участвовал  | Не участвовал  | Не участвовал  | Не участвовал  | Не участвовал  | Не участвовал  | Не участвовал  | Не участвовал  | Не участвовал  | Не участвовал  |
| 2012/13                                                                                  | Нью-Орлеан | 50               | 2                | 12,5             | 41,0             | 36,4             | 63,0             | 1,8              | 0,3              | 0,3              | 0,1              | 3,9              | Не участвовал  | Не участвовал  | Не участвовал  | Не участвовал  | Не участвовал  | Не участвовал  | Не участвовал  | Не участвовал  | Не участвовал  | Не участвовал  | Не участвовал  |
| 2013/14                                                                                  | Лейкерс    | 43               | 5                | 21,1             | 41,7             | 34,6             | 65,5             | 2,7              | 1,2              | 1,0              | 0,2              | 10,0             | Не участвовал  | Не участвовал  | Не участвовал  | Не участвовал  | Не участвовал  | Не участвовал  | Не участвовал  | Не участвовал  | Не участвовал  | Не участвовал  | Не участвовал  |
| 2014/15                                                                                  | Лейкерс    | 9                | 0                | 9,6              | 23,1             | -                | 58,3             | 0,4              | 0,3              | 0,3              | 0,0              | 2,2              | Не участвовал  | Не участвовал  | Не участвовал  | Не участвовал  | Не участвовал  | Не участвовал  | Не участвовал  | Не участвовал  | Не участвовал  | Не участвовал  | Не участвовал  |
|                                                                                          | Всего      | 185              | 23               | 15,7             | 40,6             | 32,5             | 63,5             | 1,9              | 0,6              | 0,5              | 0,1              | 5,7              | Не участвовал  | Не участвовал  | Не участвовал  | Не участвовал  | Не участвовал  | Не участвовал  | Не участвовал  | Не участвовал  | Не участвовал  | Не участвовал  | Не участвовал  |
| Наведите курсор мыши на аббревиатуры в заголовке таблицы, чтобы прочесть их расшифровку. |            |                  |                  |                  |                  |                  |                  |                  |                  |                  |                  |                  |                |                |                |                |                |                |                |                |                |                |                |

### Статистика в Джи-Лиге
| Сезон                                                                                    | Команда                 | Регулярный сезон | Регулярный сезон | Регулярный сезон | Регулярный сезон | Регулярный сезон | Регулярный сезон | Регулярный сезон | Регулярный сезон | Регулярный сезон | Регулярный сезон | Регулярный сезон | Серия плей-офф | Серия плей-офф | Серия плей-офф | Серия плей-офф | Серия плей-офф | Серия плей-офф | Серия плей-офф | Серия плей-офф | Серия плей-офф | Серия плей-офф | Серия плей-офф |
| Сезон                                                                                    | Команда                 | GP               | GS               | MPG              | FG%              | 3P%              | FT%              | RPG              | APG              | SPG              | BPG              | PPG              | GP             | GS             | MPG            | FG%            | 3P%            | FT%            | RPG            | APG            | SPG            | BPG            | PPG            |
| ---------------------------------------------------------------------------------------- | ----------------------- | ---------------- | ---------------- | ---------------- | ---------------- | ---------------- | ---------------- | ---------------- | ---------------- | ---------------- | ---------------- | ---------------- | -------------- | -------------- | -------------- | -------------- | -------------- | -------------- | -------------- | -------------- | -------------- | -------------- | -------------- |
| 2011/12                                                                                  | Айова Энерджи           | 1                | 0                | 19,6             | 41,7             | -                | 60,0             | 1,0              | 1,0              | 2,0              | 0,0              | 13,0             | Не участвовал  | Не участвовал  | Не участвовал  | Не участвовал  | Не участвовал  | Не участвовал  | Не участвовал  | Не участвовал  | Не участвовал  | Не участвовал  | Не участвовал  |
| 2013/14                                                                                  | Лос-Анджелес Ди-Фендерс | 2                | 2                | 24,5             | 38,2             | 20,0             | 66,7             | 2,0              | 1,5              | 3,5              | 0,0              | 17,0             | Не участвовал  | Не участвовал  | Не участвовал  | Не участвовал  | Не участвовал  | Не участвовал  | Не участвовал  | Не участвовал  | Не участвовал  | Не участвовал  | Не участвовал  |
| 2014/15                                                                                  | Лос-Анджелес Ди-Фендерс | 2                | 2                | 36,6             | 45,5             | 50,0             | 89,5             | 3,0              | 3,0              | 1,0              | 0,5              | 26,0             | Не участвовал  | Не участвовал  | Не участвовал  | Не участвовал  | Не участвовал  | Не участвовал  | Не участвовал  | Не участвовал  | Не участвовал  | Не участвовал  | Не участвовал  |
| 2015/16                                                                                  | Санта-Круз Уорриорз     | 9                | 0                | 18,8             | 44,8             | 35,0             | 82,1             | 2,9              | 0,7              | 0,8              | 0,3              | 15,6             | Не участвовал  | Не участвовал  | Не участвовал  | Не участвовал  | Не участвовал  | Не участвовал  | Не участвовал  | Не участвовал  | Не участвовал  | Не участвовал  | Не участвовал  |
| 2016/17                                                                                  | Оклахома-Сити Блю       | 10               | 0                | 16,9             | 41,0             | 34,5             | 70,6             | 3,1              | 0,7              | 0,8              | 0,4              | 9,6              | 5              | 0              | 9,5            | 35,3           | 33,3           | 100,0          | 1,0            | 0,2            | 0,4            | 0,0            | 4,2            |
|                                                                                          | Всего                   | 24               | 4                | 20,0             | 42,7             | 34,8             | 77,5             | 2,8              | 1,0              | 1,1              | 0,3              | 14,0             | 5              | 0              | 9,5            | 35,3           | 33,3           | 100,0          | 1,0            | 0,2            | 0,4            | 0,0            | 4,2            |
| Наведите курсор мыши на аббревиатуры в заголовке таблицы, чтобы прочесть их расшифровку. |                         |                  |                  |                  |                  |                  |                  |                  |                  |                  |                  |                  |                |                |                |                |                |                |                |                |                |                |                |

### Статистика в NCAA
| Сезон | Команда | Conf   | Class | GP | GS | MPG  | FG%  | 3P%  | FT%  | RPG | APG | SPG | BPG | PPG  |
| --- | ------- | ------ | ----- | -- | -- | ---- | ---- | ---- | ---- | --- | --- | --- | --- | ---- |
| 2009/10 | Канзас  | Big 12 | FR    | 36 | 36 | 27,5 | 45,8 | 41,8 | 78,3 | 4,4 | 1,5 | 1,5 | 0,5 | 13,4 |
| Всего | Всего   | Всего  | Всего | 36 | 36 | 27,5 | 45,8 | 41,8 | 78,3 | 4,4 | 1,5 | 1,5 | 0,5 | 13,4 |
| Наведите курсор мыши на аббревиатуры в заголовке таблицы, чтобы прочесть их расшифровку Статистика приведена с сайта sports-reference.com |         |        |       |    |    |      |      |      |      |     |     |     |     |      |